# Robert Lienau Musikverlag
Die Robert Lienau Musikverlag GmbH & Co. KG (vormals Schlesinger) ist ein Musikverlag mit Sitz in Erzhausen. Der Verlag ist administrativ verbunden mit den Musikverlagen Zimmermann und Edition Hieber im Allegra Musikverlag.
Er wurde 1810 von Adolf Martin Schlesinger (1769–1838) in Berlin gegründet. Bekannt wurde das Unternehmen als Originalverlag der Werke von Carl Maria von Weber. Sohn Maurice Schlesinger (1798–1871) eröffnete ein eigenes Unternehmen in Paris und arbeitete in Urheberrechtsfragen eng mit dem Vater zusammen.
1864 wurde der Verlag durch Robert Emil Lienau (1838–1920) übernommen. Eine bedeutende Veröffentlichung war 1872 die Armeemarschsammlung in einer Gesamtausgabe, bearbeitet von Wilhelm Wieprecht. 1875 kam es zum Kauf der traditionsreichen Wiener Firma Carl Haslinger quondam Tobias.

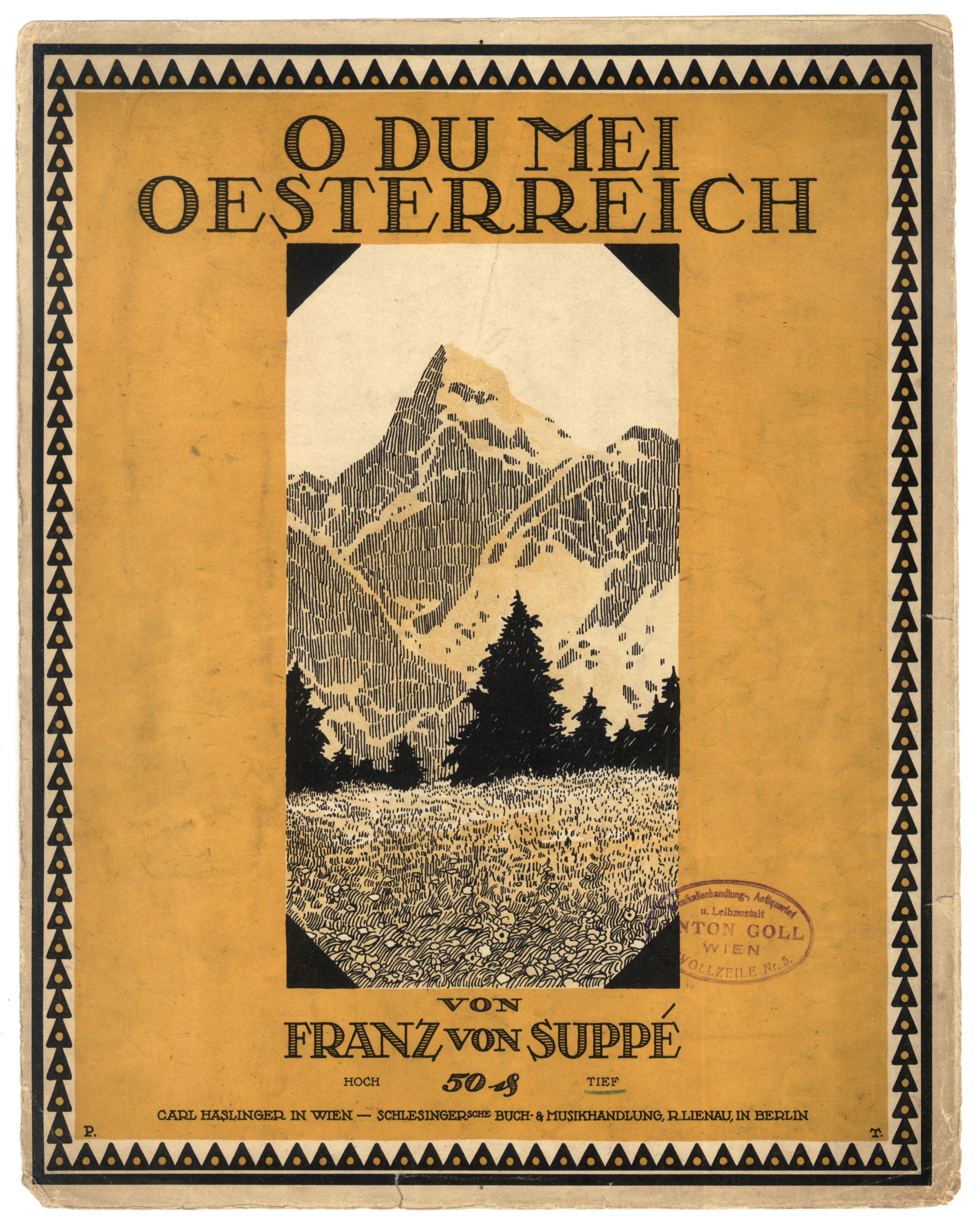
Aus der Verlagsproduktion (ohne Jahr)

1898 übernahm der Sohn Robert Heinrich Lienau (1866–1949) die Geschäftsleitung. 1905 konnte er einen Vertrag mit Jean Sibelius schließen, in dem dieser ihm seine Werke op. 46–56 überließ. 1906 übernahm der jüngere Bruder des Robert Heinrich, Wilhelm Friedrich Lienau, den Verlag in Wien. Die beiden Brüder wandten sich nach dem Ersten Weltkrieg modernster Musik, auch den Zwölftonkomponisten, zu. In Berlin war das der ukrainische Komponist Jefim Golyscheff, in Wien Alban Berg und Josef Matthias Hauer.
Nach Robert Heinrichs Tod führten seine Kinder Rosemarie (1903–1996) und Robert Albrecht Lienau (1905–2001) den Verlag weiter. Die Buchproduktion wurde weiter ausgebaut und der Tonkünstler-Kalender herausgegeben. 1990 verkauften die Lienaus aus Altersgründen ihr Unternehmen an Maja-Maria Reis, Inhaberin des Musikverlags Zimmermann. 1995 begann der Verlag zusammen mit Kurt Schumacher mit der Herausgabe der kammermusikalischen Werke für reine Streicherbesetzung von Niccolò Paganini. 1996 wurde der Firmensitz von Berlin nach Frankfurt am Main verlegt. Heute befindet sich der Verlag unter einem Dach mit Schott Music in Mainz.